# Pjedsted
Pjedsted – miasto w Danii, w regionie Dania Południowa, w gminie Fredericia.